# Japonisme

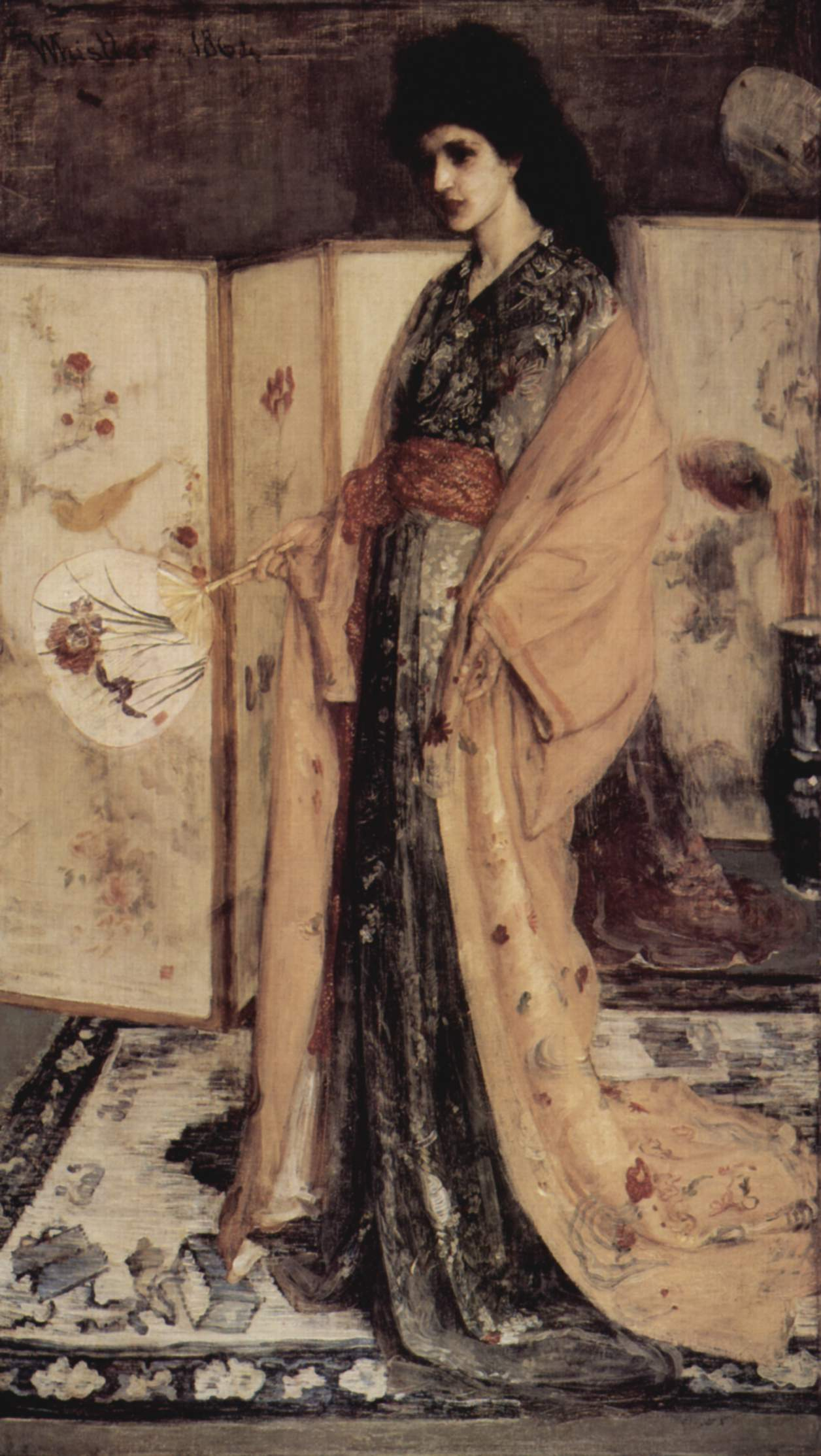
"La Princesse du Pays de la Porcelaine" (1863-1864)
James Abbot McNeil Whistler

Japonisme is een stroming in de schilderkunst en designstroming uit de jaren 1872-1941. Het slaat ook op de toepassing van Japanse motieven in de westerse teken- en schilderkunst. Het verwijst eveneens naar de studie van de kunst, cultuur en geschiedenis van Japan.

## Geschiedenis
Het Franstalige begrip japonisme werd voor het eerst gebruikt in 1872 het boek 'L'Art Français en 1872' van Jules Claretie. De Franse kunstcriticus Philippe Burty (1830-1890) gebruikte de term datzelfde jaar.
Toen Japan, onder druk van de Verenigde Staten, op 31 maart 1854 zijn grenzen openstelde na twee eeuwen van isolationisme raakte de Westerse kunstwereld in de ban van de Japanse kunst. De Franse etser Félix Bracquemont ontdekte bij toeval kopieën van tekeningen uit het schetsboek 'Hokusai Manga' in het atelier van zijn drukker. Ze waren gebruikt als verpakking van porselein. Hij was zeer enthousiast over de tekeningen en toonde ze aan zijn vrienden in de kunstwereld. Zijn vriend James McNeill Whistler stelde zijn 'La Princesse du Pays de la Porcelaine' tentoon in het Parijse Salon van 1865.

### Rage
De doorbraak kwam toen Japan zijn nagenoeg onbekende kunst toonde op de Wereldtentoonstelling van 1862 in Londen en 1867 in Parijs. Japanse kunst en gebruiksvoorwerpen, zoals kimono's, waaiers, parasols, gelakte voorwerpen en kamerschermen werden een rage bij het Europese publiek. Deze curiositeiten werden aangeboden door kunsthandelaars, zoals de legendarische Siegfried Bing in Parijs, dikwijls samen met voorwerpen uit China (chinoiserie). Bing gaf tussen mei 1888 en april 1891 het tijdschrift 'Le Japon artistique' uit dat er geheel aan gewijd was.
Alexandre Dumas fils liet in 1887 in zijn theaterstuk Francillon een van de personages zeggen "Alles is Japans dezer dagen".

## Invloeden
De elegante, gestileerde motieven in de grafische kunst van Hokusai, Hiroshige of Utamaro beïnvloedde de stijl van veel westerse kunstenaars onder wie Pierre Bonnard, Paul Gauguin en Henri Toulouse-Lautrec. In België werden in hoofdzaak de avant-garde kunstenaars van Les XX en La Libre Esthétique geïnspireerd door de kunst uit Japan: Théo Van Rysselberghe, Georges Lemmen, Armand Rassenfosse, Félicien Rops en ook James Ensor.

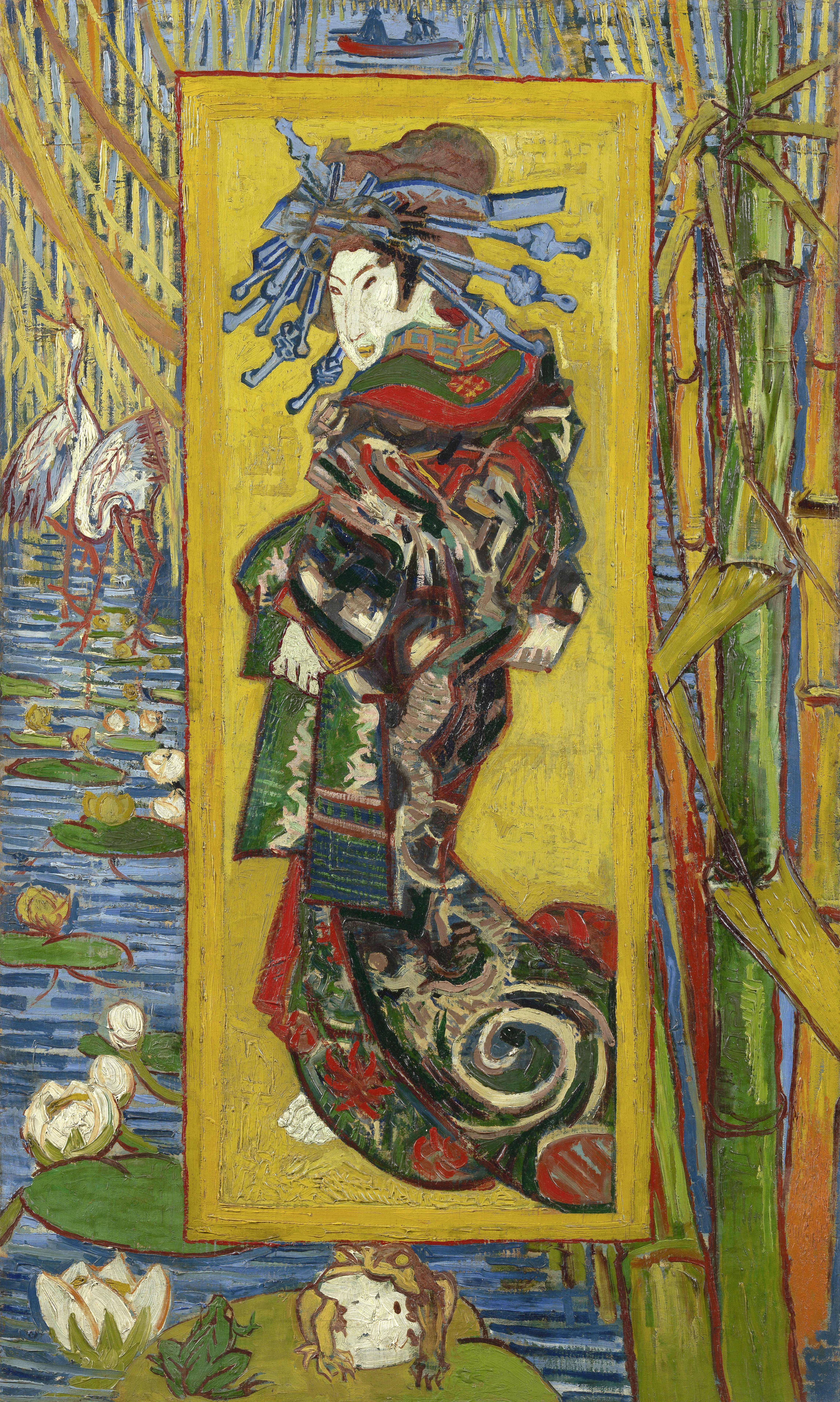
De courtisane (1887)
Vincent van Gogh

Toen Vincent van Gogh in november 1885 overwinterde in Antwerpen leerde hij daar de oosterse houtsneden (Ukiyo-e) kennen. Hij kocht er zijn eerste Japanse prenten. In Parijs kwam hij geregeld in de kunsthandel van Siegfried Bing. Dit resulteerde in de zomer 1887 in de merkwaardige schilderijen 'De bloeiende pruimenboom' (naar Hiroshige), 'De brug in de regen' (naar Hiroshige) en 'De courtisane' (naar Eisen). Zijn 'Portret van père Tanguy' (winter 1887/88) vertoont zes verschillende ukiyo-e in de achtergrond.
Ook Léon Spilliaert toonde interesse voor de Japanse grafiek. De kronkelingen van de zee in zijn werken 'De Baadster' (1910) en 'Vrouw aan de rand van de zee' (1910) benaderen bijna de abstractie. Ook Rik Wouters gebruikt in zijn tekening 'Drie silhouetten' de typische kalligrafische kenmerken van het japonisme.
In de Engelstalige kunstwereld was het vooral James McNeill Whistler die werd beïnvloed door het japonisme. Hij was een grote verzamelaar van Japanse kunstvoorwerpen.

### Muziek
Camille Saint-Saëns schreef in 1871 'La princesse jaune', een opera in een acte waarin een Nederlands meisje jaloers wordt op de fixatie van haar kunstzinnige vriend voor een ukiyo-e houtsnede. Giacomo Puccini gebruikte japonisme in Madama Butterfly (1904), en later in Turandot. Gilbert en Sullivan vonden hun inspiratie voor de operette The Mikado in de Japanse tentoonstelling in Knightsbridge, Londen.

## Hoofdkenmerken
- onderwerpen uit de natuur zoals dieren, insecten en planten
- asymmetrie in de compositie waardoor het onderwerp niet in het midden moest staan
- tweedimensionaal, effen achtergrond
- geen centraal verdwijnpunt in het perspectief
- veel versiering
- geen schaduwen
- eenvoudig kleurpalet
- veel Japanse motieven

## Familie van
- Art nouveau
- Modernisme